# 26.º Batallón de Instrucción Aérea
El 26.º Batallón de Instrucción Aérea (26. Flieger-Ausbildungs-Bataillon) fue una unidad militar de la Luftwaffe de Alemania.

## Historia
Formado el 1 de abril de 1939 desde el 26.º Batallón de Reemplazo Aéreo. El 1 de enero de 1942 es redesignado al I Batallón/26.º Regimiento de Instrucción Aérea.